# Herb Trzebiatowa
Herb Trzebiatowa – jeden z symboli miasta Trzebiatów i gminy Trzebiatów w postaci herbu.

## Wygląd i symbolika
Herb przedstawia na tarczy dołem półkolistej, tzw. hiszpańskiej II, w srebrnym polu czerwonego wspiętego gryfa pomorskiego zwróconego w prawą stronę, trzymającego w szponach złotą tarczę, na której znajduje się zielony trójliść koniczyny. Pod tarczą widnieje złoty równoramienny krzyż premonstratensów. Za gryfem znajduje się niebieski odwrócony w słup klucz św. Piotra.
- gryf jest herbem Pomorza i książąt pomorskich, którzy nadali miastu prawa miejskie
- koniczyna jest znakiem monetarnym Trzebiatowa z okresu średniowiecza
- klucz i krzyż są symbolami władzy duchownej i mają przypominać o dziejach miasta, które założyli i którego pierwszymi właścicielami byli norbertanie z klasztoru w Białobokach.

## Historia
Pierwotny herb miasta, którego pierwszy znany wizerunek znajduje się na pieczęci z 1383 roku przedstawiał wznoszącego się gryfa w kratkowanym polu między krzyżem św. Andrzeja i stojącym kluczem.

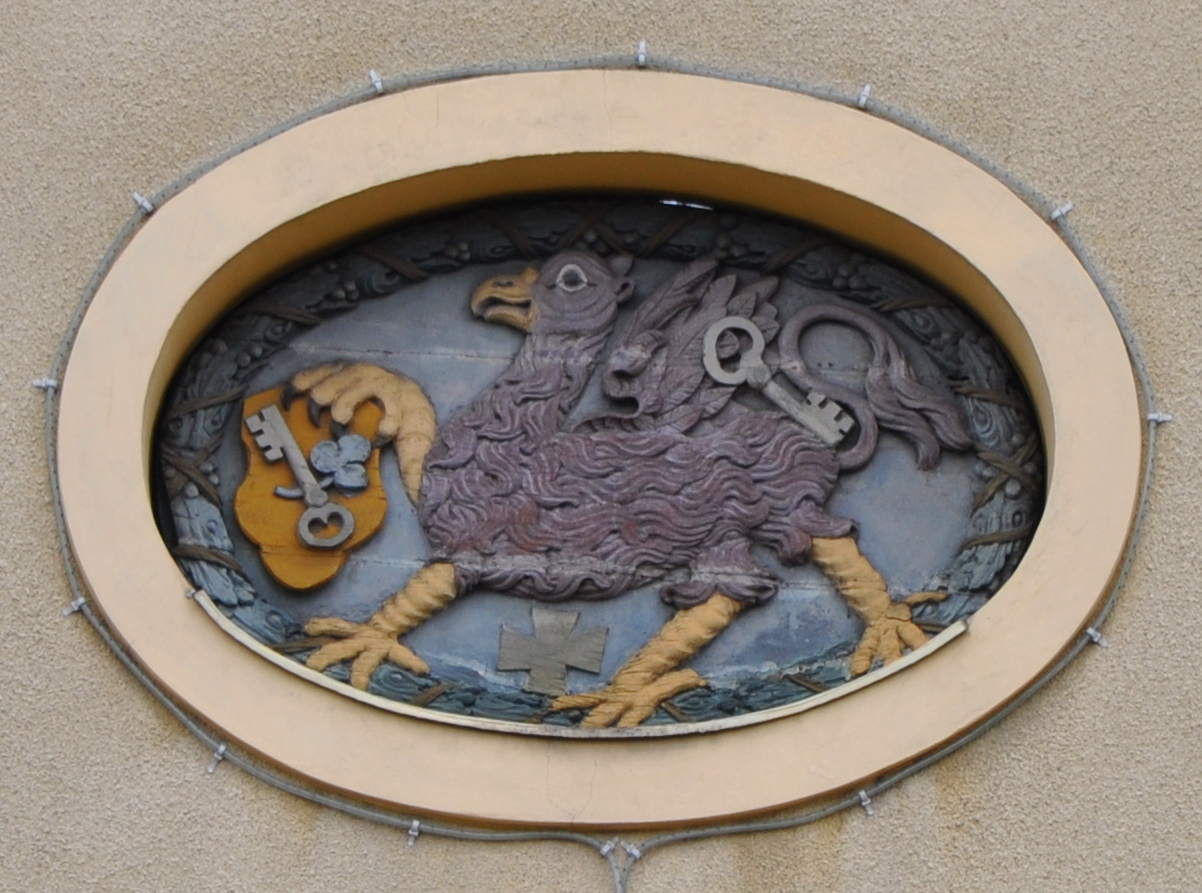
Relief na ratuszu
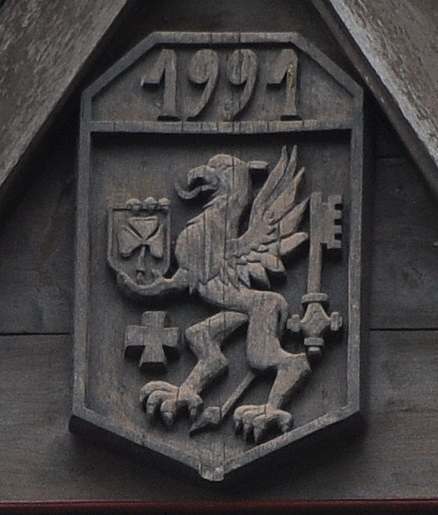
Na ścianie poddasza budynku przy ul. II Pułku Ułanów 1c